# Prowincja Udine
Prowincja Udine (wł. Provincia di Udine) – prowincja we Włoszech. 
Nadrzędną jednostką podziału administracyjnego jest region (tu: Friuli-Wenecja Julijska), a podrzędną jest gmina.
Działała do 22 kwietnia 2018.
Liczba gmin w prowincji: 136.